# Simple Minds
Simple Minds és un grup de rock escocès. Dintre del gènere rock, dominen els subgèneres «rock alternatiu» i new wave. Es formà el 1978 a Glasgow, amb els membres Jim Kerr i Charlie Burchill com a cantants, Andy Gillespie (teclats), Eddie Duffy (baix) i Mel Gaynor (bateria).
El grup ha tingut un gran èxit a Europa, però no als Estats Units, on només és especialment coneguda la cançó «Don't You (Forget About Me)», part de la banda sonora de la pel·lícula The Breakfast Club.
Al llarg de la seva carrera, la banda ha venut més de 60 milions de discos, van ser nominats dues vegades als Premis Brit, una vegada als American Music Awards, dues vegades als MTV Video Music Awards i van guanyar el premi Q Music com millor banda en viu. El seu àlbum New Gold Dream de 1982 és considerat un dels discos essencials de la música contemporània. Cinc dels seus àlbums van arribar al primer lloc a les llistes del Regne Unit i 21 senzills van aconseguir el top vint en aquell país. L'agost del 2014, NME va incloure Simple Minds entre els 100 artistes més influents de la música i a l'octubre del mateix any van guanyar el premi Q Inspiration Award pel seu llegat a la música. Al maig de 2015 van ser homenatjats als premis Billboard pel trentè aniversari de «Don't You (Forget About Me)». El maig del 2016 van ser reconeguts amb el Premi Ivor Novello per la seva destacada col·lecció discogràfica.
L'àlbum que els va llençar a la fama fou Once Upon A Time del qual va sorgir la cançó «Alive And Kicking», també han tret els discs de considerable èxit: Street Fighting Years (1989) i Real Life (1991), entre molts d'altres. També és molt coneguda la cançó «Someone, Somewhere in Summertime».

## Discografia
- Life In A Day, (1979)
- Real To Real Cacophony, (1979)
- Empires And Dance, (1980)
- Sons and Fascination, (1981)
- Sister Feelings Call, (1981)
- Themes For Great Cities, (1981)
- Celebration, (1982)
- New Gold Dream (81-82-83-84), (1982)
- Sparkle In The Rain, (1984)
- Once Upon A Time, (1985)
- In The City Of Light, (1987) (en concert)
- Street Fighting Years, (1989)
- Real Life, (1991)
- Glittering Prize 81/92, (1992) (recopilació de grans èxits)
- Good News from the Next World, (1995)
- The Promised, (1997)
- Neapolis, (1998)
- The Early Years, (1998) (recopilatori)
- Neon Lights, (2001)
- The Best of Simple Minds, (2001) (recopilatori)
- Cry, (2002)
- Black & White 050505, (2005)